# Hyundai Mufasa
La Hyundai Mufasa è un'autovettura prodotta dalla casa automobilistica sud coreana Hyundai Motor Company a partire dal 2023 attraverso la joint venture Beijing Hyundai.

## Descrizione

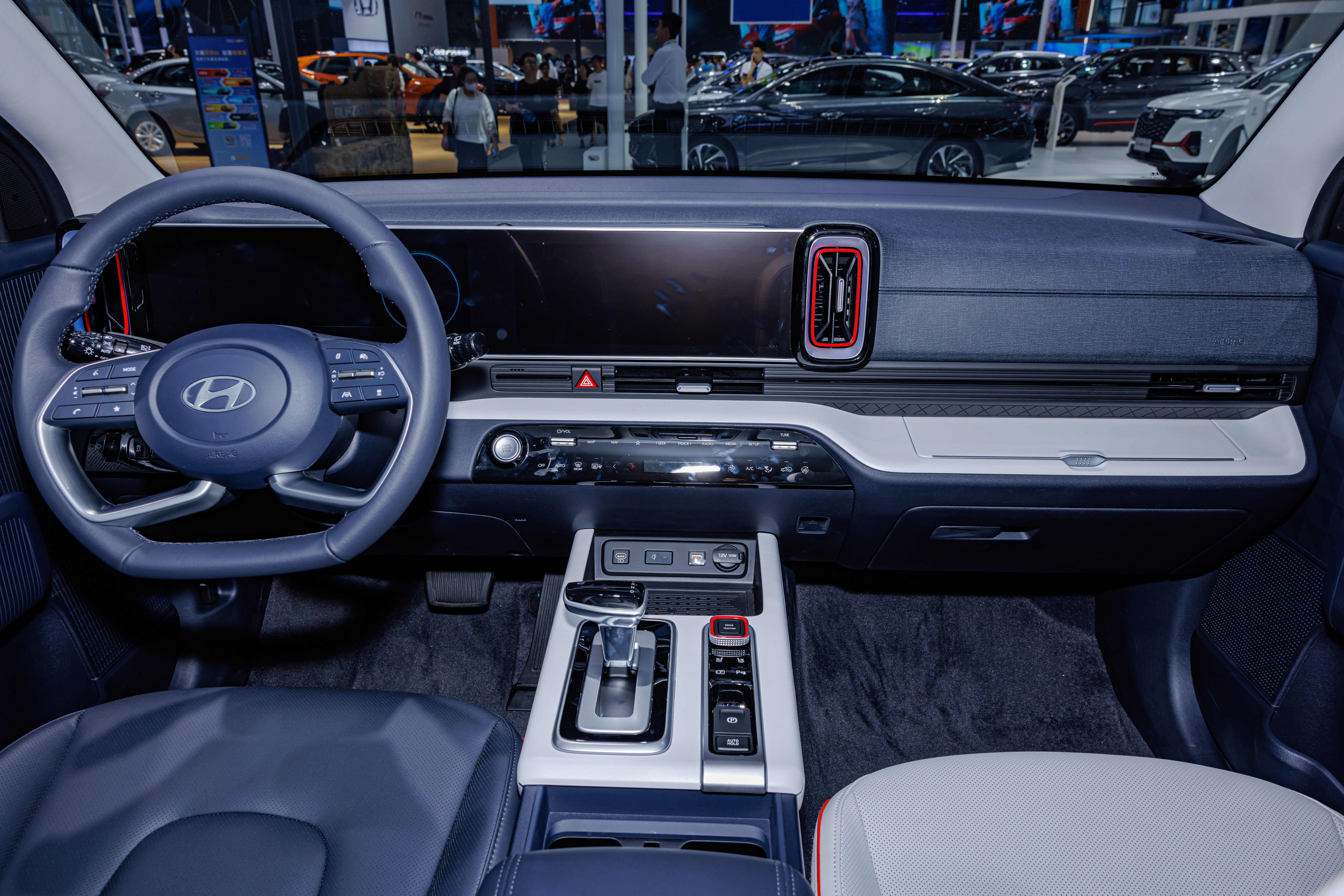
Interni

La Mufasa è stata presentata in anteprima come concept car chiamata Mufasa Adventure il 24 marzo 2023. 
Il modello per la produzione in serie ha debuttato allo Shanghai Auto Show 2023 ad aprile 2023, per poi essere messo in vendita sul mercato cinese a giugno.
L'unico motore disponibile al lancio è un propulsore a benzina da 2,0 litri che eroga una potenza massima di 118 kW (160 CV) e muove le ruote anteriori tramite un cambio automatico a 6 velocità. La velocità massima è di 187 km/h.